# Semiothisa cararia
Semiothisa cararia är en fjärilsart som beskrevs av Swinhoe 1904. Semiothisa cararia ingår i släktet Semiothisa och familjen mätare. Inga underarter finns listade i Catalogue of Life.